# М-4
М-4 (Молот; виріб «103»; по кодифікації НАТО: Bison-А) — радянський стратегічний бомбардувальник розробки ОКБ Мясіщєва.

## Створення
Стратегічний бомбардувальник розроблений в ОКБ-23 під керівництвом В. М. Мясіщєва по проекту «25» (М-25). 
Прототип М-4 здійснив перший політ 20 січня 1953 року. Постановою уряду завод ОКБ-23 був зобов'язаний збудувати дослідну серію — 3 літаки у 1954 році і 8 літаків у 1955 році. Випробування другого літака почалися 23 грудня 1953 року.  Заводські випробування закінчилися 15 квітня 1954 року, і у той же день літак був прийнятий на державні випробування, які почалися 4 травня 1954 року. 1 травня один з літаків М-4 вже був продемонстрований на параді. Серійне виробництво М-4 почалося 1954 року на заводі ОКБ-23. У 1955 році літак проходив військові випробовування на авіабазі в місті Енгельс.
Обладнання — бомбардувальний радіолокаційний приціл РПБ-4. Система дозаправлення розроблена в ОКБ С. Алєксєєва. В кормі — РЛС управління кормовою гарматною установкою «Аргон». Система катапультування відбувалася вниз через люки.  На 3М встановлено оптичний  бомбардувальний  приціл ПБ-11,  автопілот і навігаційно-бомбардувальний автомат НБА, система попередження про опромінювання РЛС супротивника, 3 блока викиду дипольних відбивачів, станція активних перешкод СПС-2, аерофотоапарат АФА-42 або його нічна модифікація.
Режим дозаправлення — висота 5000-6000 м, швидкість 800 км/г, тривалість — 20 хв, маса заправленого пального (3МС-2/3МН-2) — 40000 кг, продуктивність заправлення — 2250 л/хв.

### Модифікації
| Назва | Рік  | Короткий опис                                                                                              |
| ----- | ---- | --- |
| М-2   | 1952 | Початкова назва 2М (виріб «28»), ескізний проєкт представлений 1 жовтня 1952 року.                         |
| М-4   | 1953 | Початкова назва виріб «103», бомбардувальник запущений у серійне виробництво на заводі ОКБ-23.             |
| М-4А  | 1953 | Відбулася модернізація двигунів (РД-3М500А), вдосконалена система дозаправки.                              |
| М-4-2 | 1956 | Літак-заправник (переобладнання з М-4 стало відбуватися після прийняття на озброєння бомбардувальника 3М). |
| 103М  | 1959 | Рекордна модифікація М-4 з двигунами ВД-7                                                                  |

Всього було побудовано: М-4 — 10, 3М — 74, 3МД — 10.
Базування: авіабази Енгельс, Сєришево і Шауляй.

## Історія
1963 — припинено серійне виробництво бомбардувальників.
1968 — всього на озброєнні 50 літаків ударних модифікацій.
1969-77 — на озброєнні 40 літаків М-4.
1970-81 — всіх модифікацій (М-4, 3М, 3МД і ін.) на озброєнні 56 літаків.
1983 — на озброєнні 45 бомбардувальників і 30 літаків-заправників.
1985 — всі бомбардувальники починають виводитися з експлуатації.
1986 — на озброєнні 45 літаків різних модифікацій, з  них бомбардувальників і розвідників — 15, решта літаки-заправники 3МС-2 та 3МН-2.
1987 — 15 літаків у резерві ВПС, разом з Ту-16 і Ту-22 — 340 літаків.
1989 — 36 літаків знищено в порядку скорочення збройних сил.
1992 — 3МС-2 та 3МН-2 все ще на озброєнні. За весь час експлуатації втрачено чотири літака (в тому числі два при зіткнення 1992 року).
1993 — всі літаки-заправники офіційно зняті з озброєння і починаються виводитися у резерв.
1994 — повністю зняті з озброєння.